# Fan Jian
En aquest nom xinès, el cognom és Fan.
Fan Jian, nom estilitzat Changyuan (長元), va ser un oficial administratiu de Shu Han durant el període dels Tres Regnes de la història xinesa.

## Biografia
Fan va servir com a Seguici de Palau i Secretari Imperial. Va ser posat a càrrec dels assumptes d'Estat, juntament amb Zhuge Zhan i Dong Jue. Ell n'estava desavingut amb l'eunuc Huang Hao. Després de la caiguda de Shu Han, Fan va ser enviat a Luoyang. Va ser nomenat com un Conseller de l'Exèrcit i un Ajudant de la Cavalleria, i més tard va ser enviat a Shu Han per consolar a la gent.